# 八幡神社 (中津川市阿木字大門前)
八幡神社（はちまんじんじゃ）は、岐阜県中津川市阿木にある神社（八幡神社）。
中津川市阿木には複数の八幡神社があるが、ここで記述するのは中津川市阿木字大門前に鎮座する八幡神社である。

## 概要
かつて阿木城があった小山（通称：城ヶ峰）の山腹に鎮座する。
文明三年（1471年）創建。阿木城城主の遠山安木孫太郎（安岐孫太郎）が岩村城の鎮守神の八幡神社を勧請したという。
阿木城の廃城後は、地域の産土神社となる。1872年（明治5年）に社殿等を再建。1873年（明治6年）、第七小区（阿木村、飯沼村）の郷社となる。
美濃国神名帳に記述されている恵奈郡従四位上阿氣明神をこの八幡神社にあてるという説がある。

## 主祭神
- 誉田別命

## 境内社
- 白山神社[1]
- 若宮神社[1]
- 諏訪神社[1]
- 山祇神社[1]
- 稲荷神社[1]

## 所在地
- 岐阜県中津川市阿木字大門前1415

岐阜県中津川市阿木1415の表記もある